# Nakhon Ratchasima
Nakhon Ratchasima (in thailandese นครราชสีมา, conosciuta anche con le forme abbreviate Korat e Khorat) è una città maggiore (thesaban nakhon) della Thailandia di 129 680 abitanti (2017). Il territorio comunale occupa una parte del distretto di Mueang Nakhon Ratchasima, che è capoluogo della provincia omonima, nel gruppo regionale della Thailandia del Nordest, detta anche Isan. In città hanno sede il governo provinciale e distrettuale.
È la più grande città nonché il maggior centro dei trasporti, del commercio, della finanza e della politica in Isan e una delle più grandi della Thailandia. Situata nei pressi dei confini sud-occidentali dell'altopiano di Khorat e dell'Isan, è considerata la porta di accesso al nord-est.

## Geografia fisica

### Territorio
Korat è nella zona sud-ovest dell'altopiano di Khorat, a circa 187 m di altitudine s.l.m. e circa 260 km a nord-est dalla capitale Bangkok. Si trova in una zona pianeggiante e la periferia nord è bagnata dal fiume Boribun, che scorre verso est e dopo alcuni chilometri si getta nelle acque del fiume Mun.

### Clima
La temperatura media mensile massima è di 36,5° ad aprile, durante la stagione secca, con un picco di 42,2°, mentre la media mensile minima è di 18,3° a dicembre, nella stagione fresca, con un picco di 8,3°. La media massima mensile delle precipitazioni piovose è di 228,3 mm in settembre, nella stagione delle piogge, con un picco giornaliero di 129,7 mm. La media minima mensile è di 2,7 mm in dicembre. La stagione fresca va da ottobre a gennaio, quella secca da febbraio a maggio e quella delle piogge da maggio a ottobre.

## Storia
La zona di Khorat è abitata da tempi preistorici, ma le prime tracce di civilizzazione sono quelle della confederazione Dvaravati associata all'antico popolo Mon, che si insediò nella valle del Chao Phraya nel VI secolo e in seguito si espanse anche nell'altopiano di Korat. Della cultura Dvaravati, che diffuse nella regione il buddhismo, vi sono testimonianze nella zona di Korat, a quel tempo chiamata Mueang Sima, come ad esempio nel sito archeologico di Ban Prasat. A partire dal IX secolo, le municipalità orientali di Dvaravati furono assorbite dall'emergente Impero Khmer, che a sua volta arrivò a espandersi fino alla zona di Korat, come testimoniano i templi di Sung Noen e Phimai, tra i quali si trovano comunque manufatti risalenti al periodo Dvaravati. I Khmer sfruttarono la zona soprattutto deportandone la manodopera e compiendo saccheggi.
Con il progressivo declino dei Khmer ebbe inizio l'ascesa dei Thai, prima con il Regno di Sukhothai, il cui re Ramkhamhaeng verso la fine del XIII secolo ne espanse i confini anche nell'altopiano di Khorat, e poi con il Regno di Ayutthaya, che circa un secolo dopo iniziò a erodere il potere di Sukhothai fino a annetterla nel 1438. Nello stesso periodo di Ayutthaya, grazie all'aiuto dei Khmer fu fondato il Regno di Lan Xang, il primo grande Stato dei laotiani, e nei secoli successivi Korat fu una zona di confine tra Ayutthaya e Lan Xang.
Negli anni trenta del Seicento, un esercito khmer invase la città e non la occupò ma ne deportò buona parte della popolazione. L'odierna municipalità di Nakhon Ratchasima fu fondata da re Narai di Ayutthaya nel 1657. Nell'ultimo decennio del Seicento furono domate con la forza almeno tre grandi ribellioni a Korat, che si rifiutava di riconoscere l'autorità di re Phetracha, usurpatore del trono di Ayutthaya alla morte di Narai. Con la distruzione di Ayutthaya nel 1767 per mano dei birmani, il Siam si spaccò e la zona di Korat passò sotto il controllo del figlio del re di Ayutthaya Borommakot, il principe Thepphiphit, che si insediò a Phimai reclamando la corona del Siam ma fu sconfitto l'anno dopo dalle truppe di re Taksin, che riunificò il Paese nel Regno di Thonburi. Risale al periodo successivo, durante il regno di Rama I, fondatore di Bangkok e del Regno di Rattanakosin, la definitiva annessione dell'Isan nel Siam.
La città ebbe grande importanza durante la guerra di indipendenza di re Anuvong del Regno di Vientiane, vassallo di Bangkok. Nel febbraio del 1827 l'esercito laotiano giunse a Nakhon Ratchasima senza incontrare opposizione, il re ordinò l'evacuazione della città e la deportazione dei suoi abitanti. Sulla via di Vientiane, la lunga colonna fece una sosta nella zona di Phimai, durante la quale i laotiani che scortavano gli esodati furono fatti ubriacare e massacrati dai lealisti siamesi. Secondo la tradizione siamese fu Khun Ying Mo, moglie del vice-governatore di Korat, ad organizzare la trappola che permise ai prigionieri di Korat di liberarsi. Fece intanto ritorno a Korat il governatore, avvertito dell'invasione, e con le sue truppe tenne impegnato l'esercito laotiano in attesa dei rinforzi inviati da Bangkok. La rivolta di Anuvong fu domata e a fine guerra Khun Ying Mo ricevette da Rama III il titolo Thao Suranari (nobile coraggiosa), ed è tuttora venerata dai thailandesi come eroina nazionale.
Nel 1893 Nakhon Ratchasima divenne capoluogo del primo monthon del Siam, le nuove unità amministrative introdotte nel regno di Rama V come primo vero tentativo di centralizzare lo Stato. Gli effetti principali furono che i nuovi governatori vennero nominati da Bangkok e non furono più aristocratici locali che si tramandavano il titolo come sovrani, e di conseguenza le imposte passarono sotto il controllo diretto del re. Furono anni di grandi cambiamenti e nel 1900 fu inaugurata la tratta che per la prima volta portò la ferrovia a Khorat. Nel 1933, un anno dopo il colpo di Stato che costrinse Rama VII a concedere la Costituzione, la guarnigione di Korat dell'esercito guidò la filo-monarchica ribellione Boworadet, repressa dal governo.
Nel 1962 arrivarono a Khorat gli aviatori della United States Air Force ai quali il governo thai aveva concesso l'uso della locale base aerea nel quadro della guerra del Vietnam. Nella base furono impiegati un massimo di 6 500 americani, che costituirono quindi una nutrita comunità in città fino al 1976, quando la base fu restituita alle forze aeree thailandesi. In seguito la struttura, che si trova nella periferia sud di Khorat, fu utilizzata anche come aeroporto civile fino al 1990, quando tornò ad essere esclusivamente una base militare dopo che fu inaugurato il nuovo aeroporto di Khorat nella zona est della provincia. Verso il 1970 aveva avuto inizio nel Paese l'urbanizzazione, fenomeno che coinvolse anche Korat moltiplicando il numero dei suoi abitanti. Nel 1993 vi fu il crollo del Royal Plaza Hotel in città, tragedia nella quale persero la vita 137 persone. Nella strage di Nakhon Ratchasima del febbraio 2020 persero la vita 31 persone, tra cui l'autore della strage che era un militare thailandese, e 57 rimasero ferite.

## Economia
L'economia di Korat è tradizionalmente legata all'agricoltura e i commerci ebbero grande sviluppo negli anni sessanta e settanta del Novecento grazie anche alla presenza degli statunitensi nella base aerea. La città è un importante centro di trasformazione agroalimentare per i prodotti della provincia, in particolare di riso, tapioca e zucchero. Nella zona di Khorat si trova una delle due filiali della Seagate Technology per la produzione di drive, che dà lavoro a 12 100 persone. Grazie a una buona rete di infrastrutture, Khorat è un importante centro di commercio per il riso e il bestiame. Altri importanti prodotti della zona sono la seta, il granoturco, il tabacco e quelli derivanti dalla suinicoltura. Negli anni 2010 sono state grandemente sviluppate a Khorat le strutture destinate allo shopping per l'intera regione. Le tre maggiori catene di centri commerciali thailandesi hanno investito in città per portare la loro superficie di vendita totale a 1 milione di m².

## Infrastrutture e trasporti

### Strade

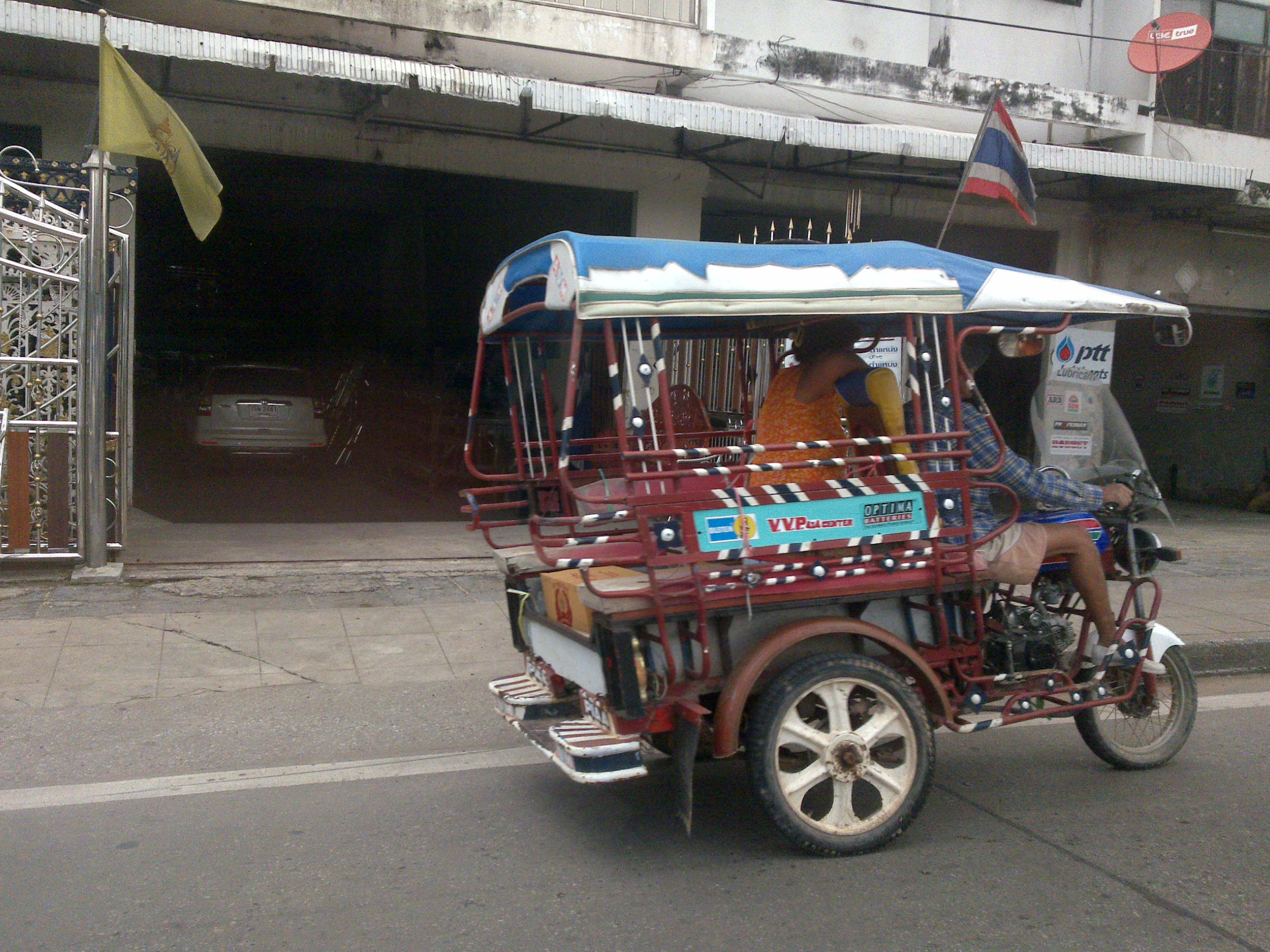
Tuk-tuk a Korat

Khorat è un nodo stradale di importanza nazionale e vi partono una serie di strade statali e provinciali in tutte le direzioni. La più importante è la strada statale 2 Thanon Mittraphap, che collega Bangkok con Nong Khai, alle porte del Laos. Alcuni chilometri ad est della città la statale 2 si dirama ed ha inizio la statale 24, importante arteria che collega al resto del Paese il sud dell'Isan, in particolare Ubon Ratchathani, e il sud del Laos. Un'altra importante arteria è la statale 304, che parte da Khorat e si dirige verso sud prima di convergere verso Bangkok, e che permette il collegamento diretto tra Khorat e la Thailandia dell'Est. Analogo servizio è svolto dalla statale 224, a sua volta diretta verso sud per poi piegare a est lungo il confine tra l'Isan e la Cambogia.
Anche la statale 226 ha origine a Khorat, si dirige verso est attraversando Buriram, Surin e Sisaket prima di congiungersi alla statale 24 a Ubon. La statale 205 inizia a Khorat e la collega verso ovest prima alla statale 201, diretta a Chaiyaphum, a Loei e al confine laotiano a nord, e poi alla statale 1, strada che unisce Bangkok alla Thailandia del Nord. A Khorat vi sono due stazioni degli autobus che la collegano con Bangkok e con le principali località della provincia e della regione. Sono particolarmente frequenti gli autobus per Bangkok in quanto fermano nelle stazioni di Korat buona parte degli autobus che partono dalle principali città dell'Isan. Altri autobus e minivan per la capitale si fermano in posti prestabiliti della città.

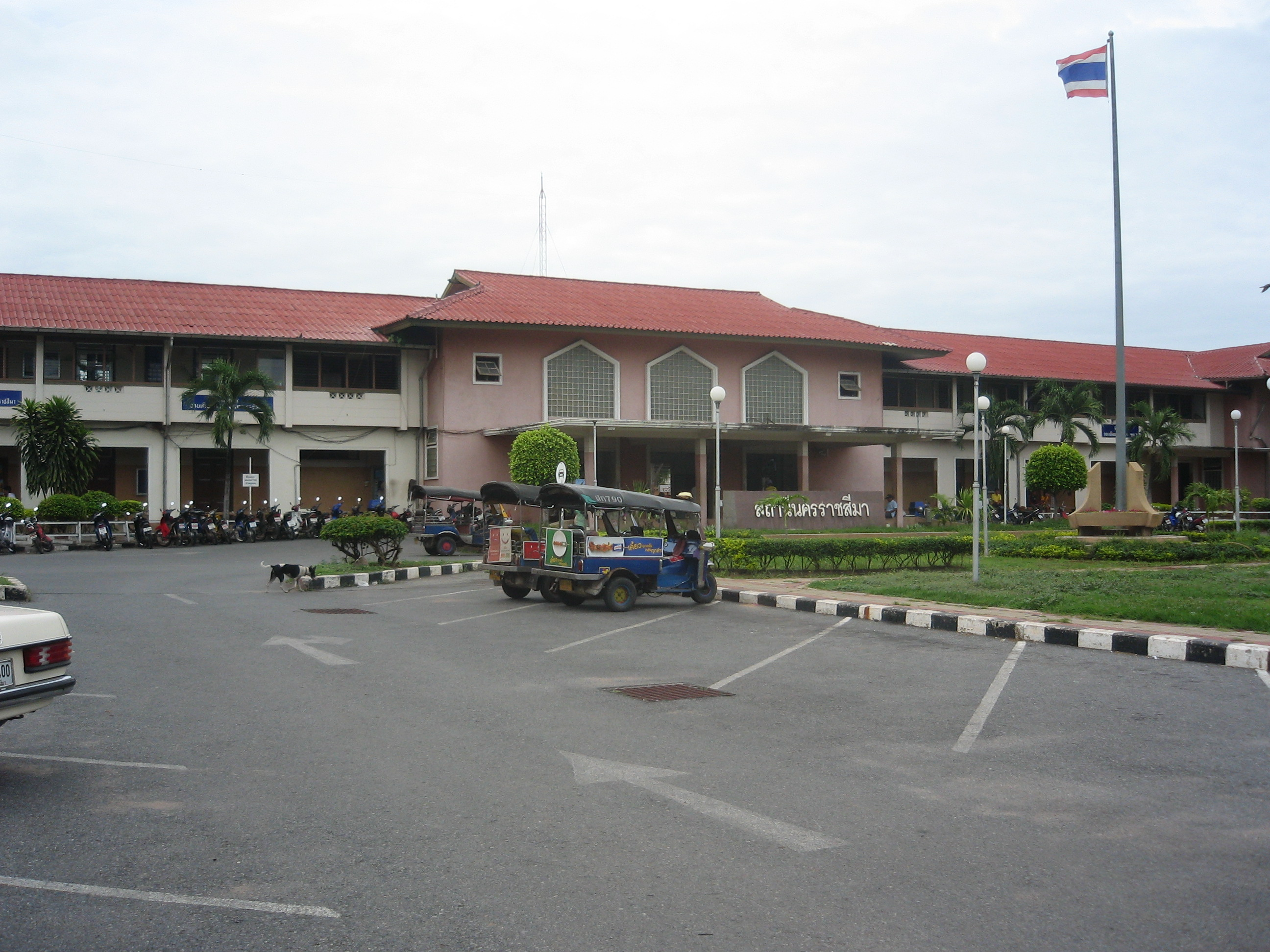
Stazione di Nakhon Ratchasima

### Ferrovie
La stazione di Khorat si trova nella zona sud-ovest del centro cittadino ed è posta sulla linea nord-orientale della Ferrovia di Stato della Thailandia. Pochi chilometri ad est della stazione, sempre in territorio comunale, si trova la stazione di Thanon Chira, oltre la quale vi è subito la diramazione tra la tratta che porta verso nord, con il capolinea a pochi chilometri dalla capitale del Laos Vientiane, e quella che porta ad est con il capolinea a Ubon Ratchathani.

### Aeroporti
L'aeroporto di Nakhon Ratchasima si trova circa 30 km a est del centro cittadino, nel distretto di Chaloem Phra Kiat. Inaugurato nel 1994, ha avuto problemi ed è rimasto chiuso tra il 2015 e il 2017. Ha riaperto nel dicembre 2017 con i voli della New Gen Airways su Chiang Mai e Phuket.

### Mobilità urbana
In città non vi sono autobus urbani e gli spostamenti sono di solito effettuati a bordo di songthaew o tuk-tuk. In alternativa si possono affittare biciclette o motorini.